# ليام ويكفيلد
ليام ويكفيلد (بالإنجليزية: Liam Wakefield)‏ (9 أبريل 1994 بدونكاستر في المملكة المتحدة - ) هو لاعب كرة قدم بريطاني في مركز الدفاع. لعب مع نادي أكرينغتون ستانلي ونادي دونكاستر روفرز ونادي برادفورد بارك أفنيو.

## وصلات خارجية
- ليام ويكفيلد على موقع قاعدة بيانات كرة القدم.إي يو (الإنجليزية)
- ليام ويكفيلد على موقع Soccerbase.com (لاعب) (الإنجليزية)
- ليام ويكفيلد على موقع Soccerway.com (الإنجليزية)